# Zespół Szkół Technicznych i Handlowych w Bielsku-Białej

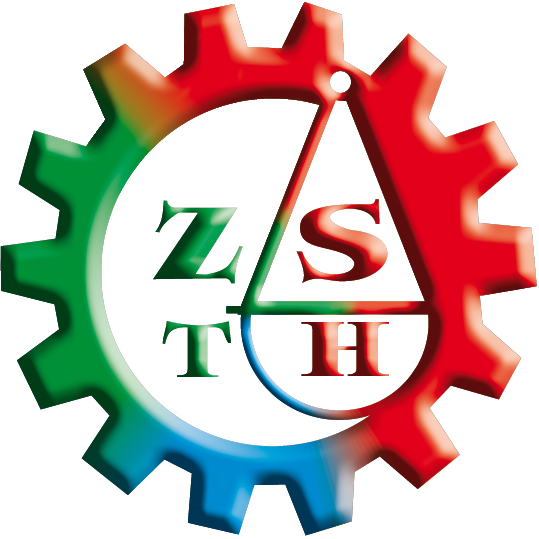
Logo szkoły

Zespół Szkół Technicznych i Handlowych im. Franciszka Kępki w Bielsku-Białej – szkoła ponadgimnazjalna w Bielsku-Białej, zlokalizowana przy ul. Lompy 11. Mury szkoły opuściło już ponad 15 000 uczniów. W szkole pracuje ponad setka nauczycieli.

## Historia
Szkoła powstała w 1958 roku jako przyzakładowa placówka edukacyjna Bielskiej Fabryki Maszyn Włókienniczych „BEFAMA”. 27 lutego 1996 r. uchwałą nr XXVI/358/96 Rady Miejskiej w Bielsku-Białej zmieniono nazwę szkoły na Zespół Szkół Technicznych i Handlowych. 13 kwietnia 2005 odbyło się uroczyste nadanie szkole imienia Franciszka Kępki – wybitnego pilota i lotnika. Od 9 grudnia 2010 szkoła posiada na swoim terenie samolot Zlin 42M, przekazany szkole przez Aeroklub Bielsko-Bialski.

## Dyrektorzy ZSTiH
- Dyrektor naczelny – mgr inż. Andrzej Stokłosa,
- Wicedyrektor – mgr Justyna Duda-Majdak,
- Wicedyrektor – mgr Aneta Procyk-Prusak,
- Wicedyrektor – mgr inż. Agnieszka Kukla.

## Kształcenie
Szkoła kształci na kierunkach technicznych i handlowych w zawodach:

### Technikum[4]
- technik mechanik,
- technik mechanik lotniczy,
- technik informatyk,
- technik organizacji reklamy,
- technik fotografii i multimediów (dawniej fototechnik).

### Branżowa Szkoła Pierwszego Stopnia[4]
- fotograf
- mechanik – monter maszyn i urządzeń,
- operator obrabiarek skrawających,
- operator maszyn i urządzeń do przetwórstwa tworzyw sztucznych,
- sprzedawca,
- ślusarz.

## Wymiany międzynarodowe
Od 1989 roku szkoła współpracuje ze szkołą zawodową koncernu Volksvagena. W ramach tej współpracy uczniowie polscy i niemieccy uczestniczą trzy razy w roku w międzynarodowych wymianach młodzieży, w ramach akcji „Pojednanie dla pokoju”. W tym czasie młodzież ze szkoły spotyka się w Oświęcimiu w Międzynarodowym Domu Spotkań Młodzieży na 10-dniowym seminarium, podczas którego wspólnie dyskutuje, bawi się, poznaje historię i pracuje przy renowacji byłego obozu koncentracyjnego w Oświęcimiu-Brzezince.
Po zakończeniu seminarium w Oświęcimiu uczniowie szkoły wyjeżdżają na drugą część spotkania do Niemiec. W czasie pobytu, oprócz spotkań integrujących uczniowie zwiedzają zakłady Volkswagena, spotykają się z przedstawicielami władz lokalnych i innymi osobistościami życia publicznego.

## Znani absolwenci
- Wiesław Popik – trener siatkarski zespołu BKS Aluprof Bielsko-Biała,
- Marcin Tyrna – szef zarządu NSZZ „Solidarność” Podbeskidzie.